# 貝祖定理
贝祖定理是代数几何中，用来描述两个代数曲线的交点个数的定理，定理说明两条互质的曲线X 和Y的交点个数等于它们次数的乘积。

## 参阅
- William Fulton.  (pdf). Mathematics Lecture Note Series. W.A. Benjamin. 1974: 112  [2014-02-14]. ISBN 0-8053-3080-1. （原始内容存档 (PDF)于2009-10-07）.
- 埃里克·韦斯坦因. . MathWorld.